# Madness (album)
Madness – piąty album studyjny amerykańskiego gitarzysty Tony'ego MacAlpine'a. Wydawnictwo ukazało się w 1993 roku nakładem wytwórni muzycznej Shrapnel Records.

## Lista utworów
Opracowano na podstawie materiału źródłowego.
1. "Naked Nancy" (MacAlpine) - 3:31
2. "Peruvian Power Layback" (MacAlpine) - 4:47
3. "Albert's Fat Sister" (MacAlpine) - 3:17
4. "Restaurant at the End of the Universe" (MacAlpine) - 5:07
5. "Realm of the Flying Monkeys" (MacAlpine) - 4:50
6. "Prelude # 8 Opus 28" (Chopin) - 2:10
7. "Confrontation With the Electric Bees" (Dennison, MacAlpine, Sobel) - 3:28
8. "Dr. Garlic Breath" (Dennison, MacAlpine, Sobel) - 3:55
9. "House in Motion" (MacAlpine) - 4:34
10. "Muffin Bandits" (MacAlpine) - 2:45
11. "Rats With Wings" (MacAlpine) - 5:25

## Twórcy
Opracowano na podstawie materiału źródłowego.

- Tony MacAlpine – gitara, instrumenty klawiszowe, produkcja muzyczna
- Gina Demos – gitara (utwór 4)
- Glen Sobel – perkusja, produkcja muzyczna
- Larry Dennison – gitara basowa, produkcja muzyczna
- Branford Marsalis – saksofon
- Matt Finders – puzon
- Lee Thornburg – trąbka
- Brian Levi – inżynieria dźwięku, miksowanie, produkcja muzyczna
- Colin Mitchell – inżynieria dźwięku
- Bernie Grundman – mastering